# Chollerford
Chollerford è un paese della contea del Northumberland, in Inghilterra.